# آستین اوسپری
آستین اوسپری (به انگلیسی: Austin Osprey) یک هواپیمای ساختِ کارخانهٔ آستین موتور در کشور بریتانیا است. این هواپیما برای نخستین بار در ۱۹۱۸ میلادی مورد استفاده قرار گرفت.